# Dancer in the Dark
Ne doit pas être confondu avec Dancers in the Dark ou Dance in the Dark.
Série Cœur d'or
Les Idiots
(1998)
Pour plus de détails, voir Fiche technique et Distribution.
Dancer in the Dark, ou Danser dans le noir au Québec, est un film réalisé par Lars von Trier, sorti en 2000.
Il est coproduit par des sociétés danoises, hollandaises, suédoises, finlandaises, islandaises, allemandes, françaises, américaines, britanniques et norvégiennes.
Troisième opus de la « trilogie cœur en or », après Breaking the Waves et Les Idiots, il mêle drame et film musical.

## Synopsis
Dans les années 1960, Selma Jezkova, immigrée tchécoslovaque, s'est installée dans une petite ville des États-Unis avec son fils Gene, âgé de 12 ans.
Elle travaille dur et sans relâche pour tenter de réunir l'argent qui doit lui permettre de payer à son fils une opération des yeux avant son treizième anniversaire. Gene, en effet, souffre d'une maladie héréditaire qui le prédestine comme sa mère à la cécité.
Pour y parvenir, Selma travaille comme emboutisseuse dans une usine métallurgique, au-delà de ses capacités et au mépris des règles de sécurité.
Elle ne s'offre comme distraction que la participation à une comédie musicale montée par la chorale amateur de son quartier. Un jour, Selma et Bill, son voisin, échangent leurs secrets : elle devient aveugle et il cache à sa femme Linda qu'il est ruiné. Bill vole finalement à Selma les économies qui devaient servir à sauver son fils ; une série d'événements désastreux s'ensuit alors.

## Fiche technique
- Titre original et français : Dancer in the Dark
- Titre québécois : Danser dans le noir
- Réalisation : Lars von Trier
- Scénario : Lars von Trier
- Décors : Karl Júlíusson (en)
- Costumes : Manon Rasmussen
- Photographie : Robby Müller
- Montage : François Gédigier et Molly Marlene Stensgård
- Musique : Björk (pour l'album de la musique originale, voir Selmasongs)
- Casting : Avy Kaufman
- Chorégraphie : Vincent Paterson
- Production : Vibeke Windeløv, Peter Aalbæk Jensen, Lars Jönsson (en) et Marianne Slot
- Sociétés de production : Zentropa, Trust Film Svenska, Film i Väst, Liberator Productions
- Sociétés de distribution : Fine Line Features (États-Unis), Les Films du Losange (France), Angel Films (Danemark)
- Budget : 13,28 millions d'euros
- Pays d'origine :  Allemagne,  Danemark,  États-Unis,  Finlande,  France,  Islande,  Norvège,  Pays-Bas,  Royaume-Uni et  Suède
- Langue originale : anglais
- Format : couleurs - 2,35:1 - Dolby Digital - 35 mm
- Genre : drame, musical
- Durée : 140 minutes
- Dates de sortie :
  - France : 17 mai 2000 (festival de Cannes) ; 18 octobre 2000 (sortie nationale)
  - Danemark, Finlande, Norvège, Suède : 8 septembre 2000
  - Royaume-Uni : 15 septembre 2000
  - Islande : 22 septembre 2000
  - Allemagne : 28 septembre 2000
  - Pays-Bas : 26 octobre 2000
  - États-Unis, Canada : 6 octobre 2000
  - Belgique : 11 octobre 2000
- Box-office :
  - France : 1 166 150 entrées
- Public :
  - France, Allemagne, Brésil, Turquie, : Tous publics avec avertissement
  - États-Unis, Espagne : Interdit aux moins de 13 ans

## Distribution
- Björk  : Selma Jezkova

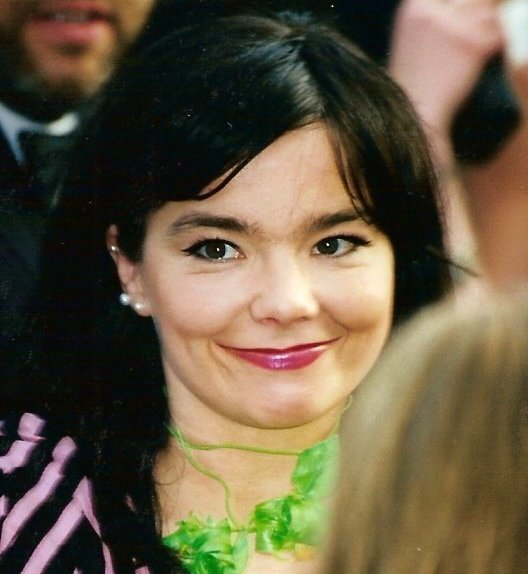
Björk lors du Festival de Cannes 2000.

- Catherine Deneuve (V.F. : elle-même) : Kathy « Cvalda »
- David Morse (V.F. : Loïc Houdré) : Bill Houston
- Peter Stormare (V.F. : Pierre Baux) : Jeff
- Joel Grey  : Oldrich Novy
- Cara Seymour  : Linda Houston
- Vladica Kostic  : Gene Jezkova
- Jean-Marc Barr (V.F. : lui-même) : Norman
- Vincent Paterson  : Samuel
- Siobhan Fallon Hogan  : Brenda
- Željko Ivanek (V.F. : Éric Herson-Macarel) : le représentant du ministère public
- Udo Kier : Dr Porkorny
- Jens Albinus : Morty
- Reathel Bean : le juge
- Mette Berggreen : la réceptionniste de l'hôpital
- Lars Michael Dinesen : l'avocat de la défense
- Katrine Falkenberg : Suzan
- John Randolph Jones : le détective
- Noah Lazarus : l'officier de la cour
- Sheldon Litt : le visiteur
- Andrew Lucre : l'huissier du tribunal
- John Martinus : le président
- Luke Reilly : le nouvel avocat de la défense
- TJ Rizzo : Boris
- Stellan Skarsgård (V.F. : Jean-Yves Chatelais) : le docteur
- Paprika Steen : une femme de la ronde de nuit
- Eric Voge : un officier
- Timm Zimmermann : un garde
- Michael Flessas : ?
- Nick Wolf : ?
- Sean Michael Smith : ?

## Production

### Style
Ce film est une comédie musicale dramatique, d'un caractère dramatique affirmé ,. L'ambiance générale est lourde mais les passages musicaux agissent comme des pauses poétiques à l'atmosphère plus douce ou joyeuse. La mort de deux personnages y est montrée, à chaque fois, avec brutalité.
Le réalisateur danois a voulu, avec ce film, sortir des règles du Dogme95 qu'il avait initiées avec Thomas Vinterberg (10 règles très strictes qui donnent un cinéma épuré sans aucun artifice et sans meurtre) car il les trouvait déjà dépassées. Néanmoins, il tient à conserver un style quasi-documentaire (caméra portée notamment, qui semble justifiée ici, en accord avec le parcours « chaotique » de Selma). Dans ce film plus que dans d'autres, le cinéaste danois concilie le naturalisme de la forme et des thèmes traités (séquences improvisées, illustration du milieu ouvrier, évocation du déterminisme social, des maladies génétiques etc.) au symbolisme, présent notamment dans les scènes dansées et chantées. Ce symbolisme très prononcé s'accentue clairement dans ses œuvres suivantes (la figure christique et la vengeance divine dans Dogville, la féminité, la nature et la sorcellerie dans Antichrist, la dépression, le désespoir et la mort dans Melancholia...),.

### Précisions techniques
Le film est entièrement tourné en numérique. Pour les séquences dansées et chantées, Lars von Trier a utilisé simultanément cent caméras numériques, dans le but de donner aux numéros musicaux le style d'une véritable retransmission en direct. La plupart étaient cachées dans le décor, d'autres ont été effacées numériquement à l'image, et quelques-unes étaient maniées par différents opérateurs, notamment pour les gros plans de Björk, difficiles à réaliser au vu de la grande taille des différents décors. Ce système, qui a permis de tourner chacune de ces scènes en deux jours au lieu d'un mois, amène naturellement à un découpage très haché aux plans courts et fixes, ce qui va à l'encontre des règles traditionnelles de la comédie musicale, plus habituée aux amples mouvements de caméra. La gestion des caméras est le résultat des échanges entre le réalisateur et le chorégraphe Vincent Paterson (qui joue aussi le rôle de Samuel) : une fois les chorégraphies préparées, le réalisateur proposait un placement des caméras, puis l'équipe du chorégraphe plaçait et cadrait celles-ci, avant que le réalisateur tourne les scènes.

### Les rapports difficiles entre Björk et Lars von Trier
Le rapport de force entre Björk et Lars von Trier a démarré dès le début du projet, puisque le réalisateur a insisté pour que la chanteuse joue le rôle principal alors qu'elle voulait uniquement composer la bande originale. Au bout de deux ans, une fois toutes les musiques préparées, Björk a cédé au réalisateur lorsqu'il a dit qu'il abandonnerait le film si elle ne jouait pas Selma.
Selon l'équipe de tournage et le réalisateur, les divergences de vue entre Björk et Lars von Trier ont souvent influencé le film durant le tournage. Lars von Trier aurait continuellement maintenu son actrice en état de faiblesse, comme l'avait fait Stanley Kubrick avec sa comédienne Shelley Duvall sur Shining. Björk, impliquée dans son rôle au point de le ressentir plus que de le jouer, se serait conduite de façon excessive selon l'équipe du film, quittant même le plateau pour quelques jours en plein milieu du tournage. Son manager aurait tenté de racheter le film afin qu'elle puisse en faire ce qu'elle voulait. Cette constante confrontation vient nourrir l'opposition violente entre l'idéalisme de Selma et le registre pathétique du récit qui amène l'héroïne de catastrophe en catastrophe ; pour beaucoup de critiques, cet affrontement a néanmoins nui au film.
Björk se distancie de cette expérience en considérant que Selmasongs est la musique de Selma et non la sienne,, mais déclare, à propos des « sons martiaux » de Selmasongs, qu'ils « étaient plus liés à la douleur qu'à l'autorité. Ils étaient une réaction au contrôle, plutôt que le contrôle lui-même ». Elle juge que la collaboration avec Lars von Trier a été terrible. De façon plus générale, elle déclare qu'elle a « détesté faire l'actrice » et qu'elle « aurai[t] dû [s]e contenter de la musique ».
Le 15 octobre 2017, à la suite de l'accumulation de témoignages de nombreuses actrices annonçant avoir été victimes d'intimidation, de chantage, de harcèlement sexuel, d'agression sexuelle et/ou de viol de la part du producteur américain Harvey Weinstein, Björk publie un texte sur Facebook dans lequel elle explique avoir été victime de harcèlement sexuel et de pressions en faisant part de son « expérience avec un réalisateur danois » ; elle souligne qu'elle a « découvert qu'un cinéaste peut toucher et harceler ses actrices à volonté et que le cadre institutionnel le permet [...] et l'encourage ». Björk ajoute que, selon elle, le film Dogville, réalisé après Dancer in the Dark, est inspiré de ces faits,.

### Thèmes abordés
À l'instar de Breaking the Waves, le réalisateur et scénariste du film aborde de façon poignante le thème du sacrifice de la femme, ici en tant que mère. Le jeu d'actrice de Björk, époustouflant, permet de rendre le personnage aussi attachant que tragique. Le film, aussi bien dans la forme que dans le fond, est un réquisitoire contre la peine de mort et, plus loin, une critique de l'aveuglement parfois de la justice.
Le film conclut la « trilogie cœur en or » de Lars von Trier, débutée avec Breaking the Waves (1996) et Les Idiots (1998), présentant des personnages simples qui restent purs dans des circonstances tragiques.

### Exploitation du film
- Avant la projection à Cannes, la société Zentropa avait déjà vendu les droits de distribution du film pour le monde entier[16].
- Au Royaume-Uni, le distributeur Film Four a réagi aux critiques mitigées en annonçant le remboursement des places aux spectateurs quittant la salle en moins de 30 minutes[17].

## Musique
Par ordre d'apparition dans le film :
1. Overture (orchestre)
2. My Favorite Things (Björk, chœurs)
3. So Long, Farewell (Björk, chœurs)
4. Cvalda (Björk, Catherine Deneuve)
5. I've Seen it All (Björk, Peter Stormare, chœurs)
6. Smith & Wesson - devenue Scatterheart dans la BOF (Björk, David Morse, Vladica Kostic, Cara Seymour)
7. Climb Every Mountain (Chœurs)
8. In the Musicals (Björk, Joel Grey, chœurs)
9. 107 Steps (Björk, Siobhan Fallon Hogan)
10. Next to Last Song (Björk)
11. New World (Björk)

## Distinctions

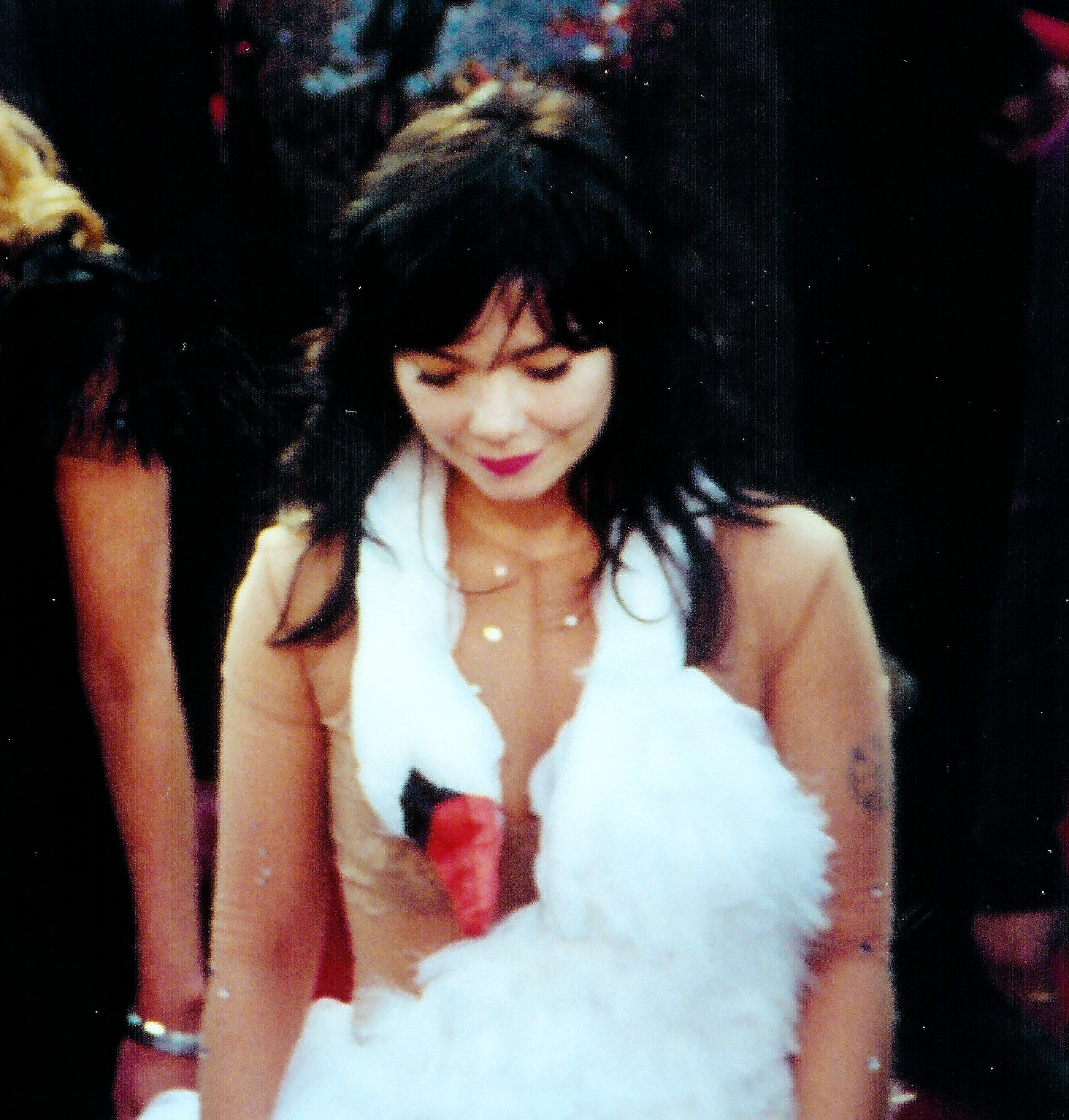
Björk lors de la 73e cérémonie des Oscars, vêtue de la célèbre robe-cygne conçue par Marjan Pejoski.

### Récompenses
- Festival de Cannes 2000[18] :
  - Palme d'or
  - Prix d'interprétation féminine pour Björk
- European Film Awards 2000[19] :
  - Meilleur film
  - Prix du public du meilleur film
  - Meilleure actrice pour Björk
  - Prix du public de la meilleure actrice pour Björk
- Prix Goya 2001 : meilleur film européen[20]
- Independent Spirit Award 2001 : meilleur film étranger[21]

### Nominations
- César 2001 : meilleur film étranger[22]
- Golden Globes 2001[23] :
  - Meilleure actrice dans un film dramatique pour Björk
  - Meilleure chanson originale pour Björk (compositeur), Lars von Trier (paroles) et Sjón Sigurdsson (paroles), pour I've Seen It All
- Oscars 2001 : meilleure chanson originale pour Björk (compositeur), Lars von Trier (paroles) et Sjón Sigurdsson (paroles), pour I've Seen It All[24].

## Autour du film
- Björk avait reconstitué sa maison de Reykjavik en plein cœur de Copenhague afin d'avoir près d'elle sa garde rapprochée ainsi qu'un studio d'enregistrement[11].
- Après avoir découvert Breaking the Waves, Catherine Deneuve a envoyé une lettre à Lars von Trier en lui indiquant qu'elle aimerait beaucoup travailler avec lui. Ce dernier lui a vite répondu qu'il travaillait à l'heure actuelle sur une comédie musicale. Il lui propose alors le rôle de Kathy, rôle initialement écrit pour une actrice afro-américaine[11].